# Переверзєв Анатолій Миколайович
Переверзєв Анатолій Миколайович —  радянський і український актор.

## Життєпис
Народився 3 жовтня 1949 року.
Закінчив Всесоюзний державний інститут кінематографії (1971). 
З 1972 р. працює на Київській кіностудії ім. О. П. Довженка.
Член Національної Спілки кінематографістів України.
Працює у Парижі в «Théâtre du Soleil».

## Фільмографія
Знявся у стрічках: 
- «Ватерлоо» (1970, епіз.)
- «Мир хатам, війна палацам» (1970, епіз. (в титрах немає)
- «Довга дорога в короткий день» (1972, молодий вчений)
- «Веселі Жабокричі» (1972, музика (в титрах немає)
- «Адреса вашого дому» (1972, епіз.)
- «Віра, Надія, Любов» (1972, Павло)
- «Пропала грамота» (1972, епіз.)
- «Випадкова адреса» (1973, Гліб)
- «Щовечора після роботи» (1973, епіз. (в титрах немає)
- «Вони воювали за Батьківщину» (1975, Хміз)
- «Переходимо до любові» (1975, керівник комсомольської організації)
- «Канал» (1975, Юрій)
- «Між небом і землею» (1975, солдат)
- «Маяковський сміється» (1975, Маяковський)
- «Народжена революцією» (1976, Громада)
- «Острів юності» (1976)
- «Свято печеної картоплі» (1976)
- «Талант» (1977)
- «Напередодні прем'єри» (1978, актор)
- «Будьте напоготові, Ваша високосте!» (1978)
- «Незручна людина» (1978)
- «Цілуються зорі» (1978)
- «Незрима робота» (1979, Безвідказний)
- «Велика-мала війна» (1980)
- «Козача застава» (1982)
- «Ніжність до ревучого звіра» (1982)
- «Подолання» (1982)
- «Два гусари» (1984, епіз.)
- «Слухати у відсіках» (1985, Микола Литвиненко, старпом БПК, капітан)
- «Капітан „Пілігрима“» (1986)
- «Важко бути богом» (1989)
- «Балаган» (1990)
- «Війна на західному напрямку» (1990, епіз.)
- «Гріх» (1991, епіз.)
- «Карпатське золото» (1991, епіз.)
- «Кайдашева сім'я» (1996) та ін.